# 上海支援全国
上海支援全国，指1949年中华人民共和国成立以来，上海市民对中国大陆其他地区在经济、文化、科技、教育等方面予以了大量支援（不包括上海上缴中央财政后的财政转移支付），对当时尚属于农业国家的中国的工业现代化，以及中国其他省份（尤其是辽宁、福建、甘肃、云南、新疆、黑龙江、河南、四川、广西等）的经济发展和民生保障，都起到了相当大的推动作用。
1949年7月22日至8月15日，陈云在上海召开全国财经工作会议，明确了稳定上海经济即可稳定全国经济的观点，提出了“全国支援上海，上海支援全国”方针。毛泽东听取有关该会议的汇报后也拍电报表示：“我们必须维持上海，统筹全局。”9月9日，华东区财政经济委员会成立，协调华东区物资支援上海，并协调上海与华东各省乃至各大区之间的横向沟通。
截至2019年，上海對口援建的地區有西藏日喀则市、新疆喀什地區莎车、泽普、叶城、巴楚四县、云南13个州市74个县、青海果洛州、宜昌市夷陵区以及贵州省遵义市。2022年6月7日，国家发展改革委发布《革命老区重点城市对口合作工作方案》。上海將對口支援六安以及三明。